# ドン・アダムス
ドン・アダムス（Don Adams,  1923年4月13日 - 2005年9月25日）は、アメリカ合衆国の俳優・コメディアン・声優である。

## 来歴
1923年、ニューヨーク州ニューヨーク市生まれ。地元ニューヨークの高校へ進学するが、中退して劇場の案内係として働き始めた。第二次世界大戦が勃発した16歳の時に年齢を偽りアメリカ海兵隊へ入隊し、ガダルカナル島の戦いへも参加した。しかし、マラリアから併発した黒水熱により1年以上ニュージーランドのウェリントンにある軍病院への入院を余儀なくされる。退院後はアメリカへ帰国し、海兵隊の下士官として新人教育の指導に務めた。除隊後は、エンターテイナーとしてステージに立つようになりコメディアンとして活動。ステージだけでは収入もままならなかったため、その間にレストランの会計係や広告のアーティストとして生計を立てた。次第にスタンダップ・コメディアンとして頭角を現し始め、テレビへも進出。1963年に友人でコメディアンのビル・ダナが主演の『The Bill Dana Show』へ出演し、注目を集めた。特にアダムスのキャリアで当たり役となったのが、メル・ブルックス、バック・ヘンリーが原案を務めた『それ行けスマート』への出演で、アダムスは主役のマックスウェル・スマートを演じて一躍スターとなった。番組自体も好評を得て、1970年までの5年間アメリカ国内はもとより、世界各国で放映され、アダムス自身は同作品への貢献が評価されてプライムタイム・エミー賞のコメディシリーズ部門の最優秀男優賞を1967年から1969年にかけて3年連続で受賞した。番組終了以降も様々なテレビドラマや映画などへ出演し、俳優としても確固たる地位を築いた。声優としても活動しており、かつて日本でも放送されたことがあるテレビアニメシリーズの『ガジェット警部』では、主人公ガジェット警部の声も担当した。

### 私生活
1947年に最初の妻、アデレードと結婚し、4人の父親になった。1960年にアデレードと離婚し、同年ドロシー・ブラッケンと結婚。2人の間には2児が生まれたが、1976年に離婚し、1977年に3人目の妻ジュディ・ルシアーノと結婚した。

### 死去
2005年9月25日、悪性リンパ腫の影響でカリフォルニア州ロサンゼルスの自宅で死去。82歳だった。

## 出演作品

### 映画
- A Secret Agent's Dilemma, or A Clear Case of Mind Over Mata Hari (1965) ※テレビ映画
- Confessions of a Top Crime Buster (1975) ※テレビ映画
- Saga of Sonora (1973) ※テレビ映画
- Three Times Daley (1976) ※テレビ映画
- ラブボート／恋の豪華客船 The Love Boat (1976) ※テレビ映画
- 0086笑いの番号 The Nude Bomb (1980)
- ご存知有名刑事ゾクゾク殺人事件 Murder Can Hurt You! (1980) ※テレビ映画
- Jimmy the Kid (1982)
- バック・トゥ・ザ・ビーチ Back to the Beach (1987)
- それ行けスマート/世界一の無責任スパイ Get Smart, Again! (1989) ※テレビ映画
- Inspector Gadget Saves Christmas (1992) ※テレビ映画
- GO!GO!ガジェット Inspector Gadget (1999)
- Inspector Gadget: Gadget's Greatest Gadgets (1999) ※ビデオ作品

### テレビドラマ
- Tennessee Tuxedo and His Tales (1963)
- The Bill Dana Show (1963 - 1964)
- ボブ・ホープ・ショー The Bob Hope Show (1964)
- それ行けスマート Get Smart (1965 - 1970)
- それ行け二人はパートナー The Partners (1971 - 1972)
- Wait Till Your Father Gets Home (1973)
- ラブ・ボート The Love Boat (1978, 1980, 1982, 1983, 1984)
- ファンタジー・アイランド Fantasy Island (1979)
- 俺たち賞金稼ぎ!!フォール・ガイ The Fall Guy (1984)
- Check It Out (1985 - 1988)
- 新・それ行けスマート Get Smart (1995)
- Nick Freno: Licensed Teacher (1997)

### テレビアニメ
- ガジェット警部 Inspector Gadget (1983 - 1985)
- Gadget Boy and Heather (1995)
- Field Trip Starring Inspector Gadget (1996)
- Gadget Boy's Adventures in History (1996)
- Pepper Ann (1999 - 2000)